# Анджела з Фоліньйо
Анджела з Фоліньйо (італ. Angela da Foligno; 1248, Фоліньйо — 4 січня 1309, Фоліньйо) — свята католицької церкви, італійська черниця-францисканка, містикиня, письменниця.

## Біографія
Вона народилась в забезпеченій і, можливо, знатній сім'ї. Вийшла заміж в двадцять років, народила кількох дітей. Під час сповіді, в свідомості своїх гріхів, мала видіння святого Франциска і усвідомила порожнечу її життя. З цього часу вона почала вести духовне життя, присвячене вищій досконалості.
Через три роки мати Анжели померла, а через кілька місяців чоловік і діти. Разом з однією служницею на ім'я Масазуолою, яка була її супутницею, вона почала позбуватися своєї власності й жити у покаянні. У 1291 році Анжела вступила до Третього ордена святого Франциска. Вона попросила про духовний супровід францисканського монаха на ім'я Арнольдо, який став її духівником.

## Праця
Книга її видінь під назвою «Книга Анджели з Фоліньо» була записана на латині її духівником братом Арнальдо, складається з 70 глав і є однією з яскравих пам'яток католицької містики. Це розповідь про життя і досвід, в основному особистого характеру, спілкування з Ісусом Христом. Згідно Анджелою, основою містичної релігійності була любов до Христа. Споглядаючи земне життя Христа і його страждання, людина вчиться Його любити і Його наслідувати, і таким чином людина приходить сприйняття Христа-людини, який страждав за людей як людина, і в той же самий час є Богом, який спасає грішників.
На російську мову книгу переклав Лев Карсавін, вона була видана у Києві в 1996 році під назвою «Откровения блаженной Анджелы».

## Книга «Одкровення блаженної Анджели»
Духівник Анджели склав її видіння і повчання які записував протягом її життя в одну книгу. При перекладах їх порядок могли міняти, єдиного правильного порядку не існує. Анджела заохочувала людей молитися і вглядатися в життя Ісуса Христа. Цитати з книги: Про молитву:

| Молитвой и в молитве обетают Бога. И молитва бывает троякою, вне которой не обретают Бога. Бывает молитва телесная (словесная), духовная и сверсущая. Телесная всегда бывает со звуком слов и телесными движениями, как то преклонениями и другими поклонами. И я никогда не оставляю этой молитвы, так как иногда когда я желала упражнять себя в духовной, обманывалась я и одолевала меня леность или сон и так утрачивала я ее, и поэтому упражняю я себя в телесной молитве. |
Про земне життя Ісуса Христа:

| Итак, знай, что эта книга жизни есть не что иное как Христос, Сын Божий, Слово и Мудрость Отца, который явился так, чтобы образовать нас своею жизнью, смертью, учением. Надлежит посмотреть какова была эта жизнь, которую Он свершил в смертном теле. Ибо жизнь его пример и образец для всякого желающего спастись. |
Про бідність і терпіння:

| Ведь если бы могли мы обладать царством Его через посредство золота, серебра, драгоценных камней и богатств, мужества, мудрости и силы, не могло бы принадлежать царство небесное всем, так как не у всех есть это. Ему же угодно было чтобы достигали мы царства Его тем, чем легко и во всякое время могут обладать люди и чем можем мы преизобиловать. Ведь нет никого, кто бы не смог, если захочет, стать бедным ради Христа, кто не мог бы трудиться или хоть серцем переносить покаяние и презрение, ибо никто не может окончить земной жизни без чего-нибудь из этого. |
Про страждання:

| Несчастные мы и воистину жалкие! Не только не заботимся о страданиях и земных казнях, которые суть средства и лекарства против грехов, но даже отвергаем предложенные нам мудрейшим врачем... Ибо небесный врач лучше, чем сам немощный и несмышленный человек, знает, каких страданий и неприятностей искать для очищения, наставления и совершенствования души. |

## Прославлення
Беатифікована в 1701 році. 9 жовтня 2013 року Римський папа Франциск зарахував Анджелу з Фоліньйо до лику святих.
День спомину — 4 січня.